# A House Divided
A House Divided er en amerikansk stumfilm fra 1913 af Alice Guy-Blaché.

## Medvirkende
- Fraunie Fraunholz som Gerald Hutton
- Marian Swayne som Diana Hutton